# Christian Daniel Rauch
Christian Daniel Rauch (ur. 2 stycznia 1777 w Bad Arolsen, zm. 3 grudnia 1857 w Dreźnie) – niemiecki rzeźbiarz.

## Historia

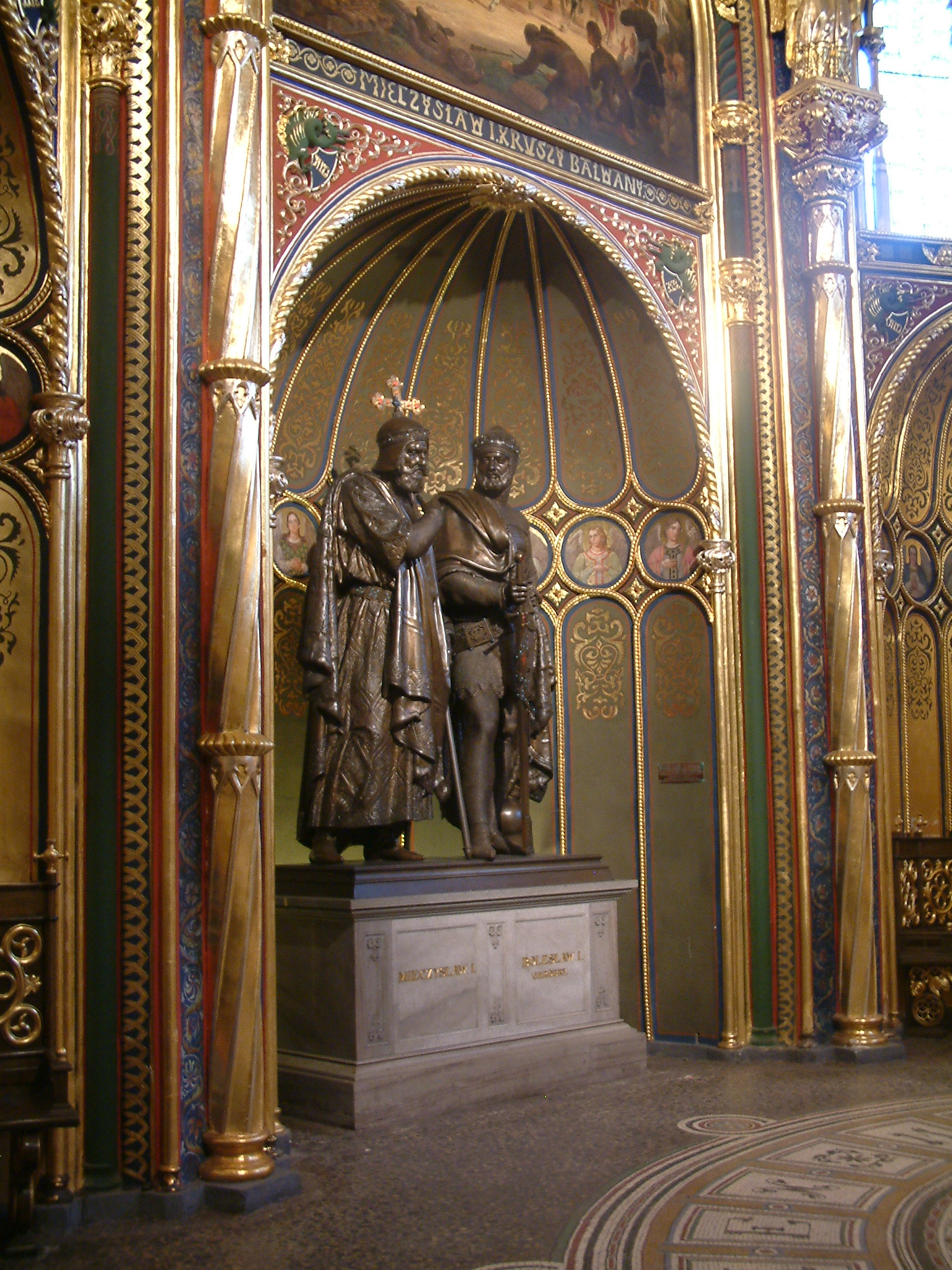
Pomnik Mieszka I i Bolesława Chrobrego w Złotej Kaplicy

Rauch kształcił się pierwotnie w Kassel, potem w Berlinie, a następnie we Włoszech. W Rzymie skorzystał wiele z doświadczeń Thorvaldsena, choć nie był jego uczniem. Podstawą jego sławy artystycznej jest statua królowej pruskiej Luizy (1812). Od 1815 do 1824 wykonał posągi generałów Wartenburga, Bülowa, Scharnhorsta, Blüchera, króla bawarskiego Maksymiliana i około 70 popiersi (wśród nich 20 wielkich rozmiarów) oraz wiele innych prac.
W 1841 wykonał, na zlecenie Edwarda Raczyńskiego, dla katedry poznańskiej pomnik twórców państwa polskiego Mieszka i Bolesława Chrobrego. W 1842 odznaczony został Pour le Mérite za Naukę i Sztukę.
Najznakomitszym dziełem Raucha jest wielki pomnik Fryderyka Wielkiego odsłonięty w Berlinie w maju 1851. W Berlinie Rauch utworzył szkołę rzeźbiarską, z której wyszło ponad 200 artystów.
Zmarł w Dreźnie, gdzie szukał ostatniej szansy dla ratowania zdrowia.
W swoich rzeźbach celował swobodą przekazu, zachowując przy tym fotograficzną wierność. Posąg Raucha, wykonany przez Friedricha Drakego, znajduje się w przedsionku Muzeum Berlińskiego.